# Regulación y prevalencia de la homeopatía
La homeopatía, sistema de medicina alternativa creado en 1796 por Samuel Hahnemann basado en su doctrina de «lo similar cura lo similar», es aceptada en algunos países, como complemento de la atención médica moderna, y frecuentemente al lado de otras prácticas de sanación. Además de los titulados en homeopatía, algunos médicos aplican también terapias homeopáticas. Sin embargo, la homeopatía ha sido rechazada y clasificada como pseudociencia por la mayoría de los científicos y de la clase médica de los Estados Unidos y Europa Occidental, ya que consideran que sus efectos se deben únicamente al efecto placebo, que puede suscitarse por cualquier práctica que reciba confianza del paciente.
No obstante, existe un amplio mercado de tratamientos homeopáticos en parte de Europa y en algunos otros países, como la India, Argentina y México. En Francia la homeopatía y otras formas de medicina alternativa son cubiertas parcialmente por la seguridad social[cita requerida] (pero en la legislación europea, a diferencia del resto de fármacos, la aprobación no depende de que hayan demostrado su eficacia en ensayos clínicos, sino solo de su inocuidad).

## Situación legal

### España
El 14 de diciembre de 2009 la Organización Médica Colegial de España aprobó en Asamblea el reconocimiento de la homeopatía como «acto médico», con el objetivo de que se regule su práctica, evitar que sea llevada a cabo por individuos sin formación apropiada y que esta quede restringida a personal y centros cualificados y acreditados.
En diciembre de 2011 el Ministerio de Sanidad español publicó el «Documento de análisis de situación de las terapias naturales» el cual en sus conclusiones generales plantea:

En general, las revisiones realizadas concluyen que la homeopatía no ha probado definitivamente su eficacia en ninguna indicación o situación clínica concreta, los resultados de los ensayos clínicos disponibles son muy contradictorios y resulta difícil interpretar que los resultados favorables encontrados en algunos ensayos sean diferenciables del efecto placebo.

En noviembre de 2013 el Ministerio de Sanidad, dirigido por Ana Mato, abre un proceso por el cual se regularizará la administración de productos homeopáticos. El motivo es que hasta el momento la falta de regularización legal ha llevado a la proliferación de empresas ilegales que fabrican productos homeopáticos aprovechando el vacío legal.
Sanidad resaltó en su informe que la homeopatía no ha demostrado una efectividad mayor a un efecto placebo, por lo que esta regulación no se trata de una validación o aceptación de la homeopatía como parte de la medicina. El objetivo primordial es la exigencia a los productos homeopáticos de demostrar la efectividad que proclamen tener, y que en caso de no tener efectividad, que se demuestre su inocuidad, es decir, que si no son efectivos que al menos no sean nocivos.
En 2020, una jueza de Valencia desestimó una denuncia por calumnias que un grupo de homeópatas había interpuesto contra dos críticos de la homeopatía y además sentenció, citando a la Real Academia de Farmacia: «no solo no funcionaba, sino que la homeopatía puede poner en riesgo la salud».

#### Estudios y títulos
Algunas universidades públicas españolas ofrecen cursos de posgrado propios sobre homeopatía:
- Universidad de Sevilla,[7]
- Universidad de Santiago de Compostela,[8]
- Universidad de Murcia,[9] (La Universidad de Murcia anunció su intención de revisar este curso ante la polémica causada.[10])
- UNED[11]
- La Universidad de Zaragoza retiró en 2013 los títulos de «Diploma de Especialización en Terapéutica Homeopática» y «Experto Universitario en Homeopatía Clínica», tras las quejas formuladas por la asociación cultural ARP–Sociedad para el Avance del Pensamiento Crítico y alumnos de la Facultad de Medicina.[12]

Existen fuertes críticas contra esta práctica, como la iniciativa denominada Lista de la vergüenza de universidades españolas con estudios sobre pseudociencias. En 2016 la Universidad de Barcelona eliminó su curso de Homeopatía, uniéndose a la Universidad de Córdoba que canceló sus cursos en 2013; la de Sevilla suspendió los suyos en 2009 y la Universidad de Zaragoza en 2014. Sin embargo la Universidad de Valencia y la Universidad Nacional de Educación a Distancia, todavía en 2016, ofrecen cursos de posgrado sobre la homeopatía.

#### Venta de productos homeopáticos
Anteriormente a 1994 la venta de productos homeopáticos exigía someterse al régimen general de autorización de los medicamentos, que establece como requisito la acreditación de su eficacia por parte del fabricante del producto, mediante pruebas farmacológicas, preclínicas y clínicas.
En 1994 se traspuso a la legislación española la Directiva Europea mediante un Real Decreto que regula la autorización de los productos homeopáticos. Según esta ley, los productos homeopáticos no necesitan probar su eficacia para acogerse a un procedimiento simplificado de registro como «medicamento». La situación legal de los productos homeopáticos que en ese momento ya estaban en venta en España, se recogió en su Disposición Transitoria Segunda, que establece un plazo de seis meses para adaptarse a los nuevos requisitos, remitiendo la solicitud de autorización y registro correspondiente al Ministerio. Superado el plazo marcado por la ley, los productos homeopáticos quedaron en una situación irregular que no se ha resuelto.
Los principales requisitos para su autorización son:
- que su vía de administración sea oral o externa
- ausencia de indicación terapéutica particular en la etiqueta o en cualquier información relativa al medicamento
- que su grado de dilución garantice la inocuidad del medicamento. El preparado no deberá contener más de una parte por 10000 de tintura madre ni más de una centésima parte de la dosis más baja que eventualmente se emplee en medicina alopática de aquellos principios activos cuya presencia en un medicamento alopático implique la obligatoriedad de presentar receta médica.

La Directiva Europea cambió y más tarde fue modificada. En España se promulgó una nueva Ley de medicamentos y un nuevo Reglamento de autorización y registro.
En 2012 la Agencia Española de Medicamentos y Productos Sanitarios autorizó por primera vez doce registros de preparados homeopáticos, todos ellos correspondientes diferentes presentaciones del preparado Lycopodium de Laboratorios DHU. Todos ellos se registraron como Medicamento homeopático sin indicaciones terapéuticas aprobadas. En 2013, el Ministerio de Sanidad anunció que establecería una nueva normativa para registrar de forma definitiva la lista de productos homeopáticos autorizados sin respaldo legal y para gravarlos con distintas tasas.

### Reino Unido
En Gran Bretaña hay cuatro hospitales homeopáticos integrados dentro del Sistema Nacional de Salud británico (National Health Service), destacando el Royal London Hospital for Integrated Medicine, antes conocido como el Royal London Homeopathic Hospital, y el Glasgow Homoeopathic Hospital.
En junio de 2009, Evan Harris, médico portavoz en materia científica de los Demócratas Liberales de la Cámara de los Comunes, se hacía eco en The Guardian de las protestas de algunos médicos y miembros del parlamento contra el gasto de millones de libras que el National Health Service (Servicio Nacional de Salud) realiza en tratamientos homeopáticos sin efectividad demostrada. A lo que Peter Fisher (del Royal London Homeopathic Hospital) y David Peters (director de medicina integrada en la Universidad de Westminster) contraponían el derecho democrático de los pacientes a escoger el tipo de tratamiento que deseen.

#### Recomendaciones para acabar con su financiación pública
En febrero de 2010, el Comité de Ciencia y Tecnología de la Cámara de los Comunes concluyó, a la vista de la inexistencia de base científica más allá del placebo, que la homeopatía debía dejar de etiquetarse como una medicina. Además, solicita que el NHS deje de financiar este producto, ya que es una forma de avalarlo y de ir en contra de sus principios, puesto que esta institución solo financia tratamientos «tras seguir una apropiada consideración de sus pruebas».
En junio de 2010 la British Medical Association (Asociación Médica Británica) acordó calificar la homeopatía de disparate e incidió en los posibles perjuicios que podría conllevar al paciente el abandono de tratamientos convencionales por otros homeopáticos.

#### Informe del Comité de Ciencia y Tecnología de la Cámara de los Comunes
Extractos del informe:

Any specific mechanism of action based on extreme dilution is implausible and regarded as unsupportable by the majority of scientists working in this field.
Cualquier mecanismo de acción basado en la dilución extrema es inverosímil, y considerado como insostenible por la mayoría de los científicos que trabajan en este campo.

We conclude that the principle of like-cures-like is theoretically weak. It fails to provide a credible physiological mode of action for homeopathic products. We note that this is the settled view of medical science.
Concluimos que el principio de que lo similar se cura con lo similar es teóricamente débil. Falla al establecer en los productos homeopáticos una forma de acción fisiológica creíble. Esta es la conclusión aceptada por la ciencia médica.

not even a single molecule of the original substance remains in the diluted medicine prescribed to the patient.
ni una sola molécula de la sustancia original permanece en la medicina diluida prescrita al paciente.

We consider the notion that ultra-dilutions can maintain an imprint of substances previously dissolved in them to be scientifically implausible.
Consideramos que la noción de que las ultradiluciones pueden mantener una huella de las sustancias previamente disueltas en ellas es científicamente insostenible.

In our view, the systematic reviews and meta-analyses conclusively demonstrate that homeopathic products perform no better than placebos. The Government shares our interpretation of the evidence. We asked the Minister, Mike O’Brien, whether the Government had any credible evidence that homeopathy works beyond the placebo effect and he responded: "the straight answer is no".
En nuestra opinión las revisiones sistemáticas de artículos y los meta-análisis demuestran absolutamente que los productos homeopáticos no funcionan mejor que los placebos. El Gobierno comparte nuestra interpretación de la evidencia. Preguntamos al ministro Mike O’Brien si el Gobierno tenía alguna evidencia creíble de que la homeopatía funcionara por encima del efecto placebo y respondió: «la respuesta directa es no».

There have now been around 200 trials of homeopathy against placebo sugar pills and, taken collectively, they show that there is no evidence that homeopathy pills are any better than a placebo. […] it is not worth doing any more placebo controlled trials because you would be throwing good money after bad and you would have to have a huge number of very strongly positive trials to outweigh all of the negative ones.
Hay unos 200 estudios clínicos de homeopatía frente a placebos de pastillas de azúcar y, tomados en su conjunto, muestran que no hay evidencias de que los remedios homeopáticos sean mejores que los placebos. (…) no merece la pena hacer más estudios clínicos controlados sobre placebos porque estaríamos tirando el dinero y tendríamos que tener un gran número de estudios con resultados positivos muy contundentes para que pudieran contrarrestar los estudios negativos actuales.

There has been enough testing of homeopathy and plenty of evidence showing that it is not efficacious. Competition for research funding is fierce and we cannot see how further research on the efficacy of homeopathy is justified in the face of competing priorities.
Ha habido suficientes estudios clínicos sobre homeopatía y hay evidencias contundentes de que la homeopatía no es eficaz. Hay una gran competencia para conseguir fondos para la investigación y nosotros no vemos cómo se puede justificar una mayor investigación de la eficacia de la homeopatía a la vista de las prioridades actuales.

The Government should stop allowing the funding of homeopathy on the NHS.
El Gobierno debería parar la aportación de fondos para la homeopatía en el NHS (National Health System).

We conclude that placebos should not be routinely prescribed on the NHS. The funding of homeopathic hospitals—hospitals that specialise in the administration of placebos—should not continue, and NHS doctors should not refer patients to homeopaths.
Concluimos que los placebos no deberían ser prescritos rutinariamente en el NHS (National Health System). La financiación de los hospitales homeopáticos —hospitales que se especializan en la administración de placebos— no debería continuar, y los doctores del NHS (National Health System) no deberían mandar a sus pacientes a los homeópatas.

By providing homeopathy on the NHS and allowing MHRA licensing of products which subsequently appear on pharmacy shelves, the Government runs the risk of endorsing homeopathy as an efficacious system of medicine. To maintain patient trust, choice and safety, the Government should not endorse the use of placebo treatments, including homeopathy. Homeopathy should not be funded on the NHS and the MHRA should stop licensing homeopathic products.
Al prescribir homeopatía en el NHS (National Health System) y permitir al MHRA (Medicines and Healthcare products Regulatory Agency) licenciar productos que después están en los estantes de las farmacias, el Gobierno corre el riesgo de avalar la homeopatía como un sistema eficaz de medicina. Para mantener la confianza del paciente, la libre elección y la seguridad, el Gobierno no debería avalar el uso de tratamientos de placebos, incluyendo la homeopatía. La homeopatía no debería ser financiada en el NHS y el MHRA debería parar las licencias de productos homeopáticos.

Q4 Chairman: I did not ask you that question. I said do they work beyond the placebo effect?  Mr Paul Bennett, Professional Standards Director and Superintendent Pharmacist, Boots: I have no evidence before me to suggest that they are efficacious, and we look very much for the evidence to support that, and so I am unable to give you a yes or no answer to that question. Q5 Chairman: You sell them but you do not believe they are efficacious? Mr Bennett: It is about consumer choice for us. A large number of our consumers actually do believe are efficacious, but they are licensed medicinal products and, therefore, we believe it is right to make them available.
Q4 Presidente: No le he preguntado eso. Dije: ¿funcionan por encima del efecto placebo?

Paul Bennett, Director de Estándares Profesionales y Superintendente Farmacéutico de la cadena de farmacias Boots: No tengo evidencias que sugieran que son eficaces, y nosotros buscamos concienzudamente evidencias que lo soporten, y por tanto no soy capaz de responder con un sí o un no a esa pregunta.
Q5 Presidente: Ustedes las venden, pero ¿ustedes no creen que son eficaces?

Paul Bennett: Es una elección del consumidor. Un gran número de nuestros clientes creen que son eficaces, pero como son productos con licencia medicinal, creemos que lo correcto es hacerlos accesibles.’

The homeopathic market in Europe is £1.5 billion. One in four prescriptions in France is homeopathic, so this is a sizeable European business. In this country the market is very small by comparison—about £30 million.
El mercado homeopático en Europa es de 1.500.000.000 libras esterlinas (1.710.000.000 euros en enero de 2010). Una de cada cuatro recetas en Francia es homeopática, por lo que es un negocio considerable en Europa. En este país (Reino Unido) el mercado es muy pequeño por comparación—unas 30.000.000 libras esterlinas (34.200.000 euros en enero de 2010).

### Francia
En Francia el ejercicio de la homeopatía está reservado exclusivamente a los médicos. Este país ha incluido dentro de su farmacopea una monografía titulada Preparations Homéopathiques[cita requerida] que enseña acerca de los métodos para controlar y preparar medicinas homeopáticas, así como sus denominaciones farmacéuticas y niveles de dilución (o potenciación) permitidos. Durante un tiempo estuvo parcialmente financiada por la seguridad social, en 2004 se acabó con esta práctica.
Según la Academia Nacional de Medicina francesa:

L’homéopathie est une méthode imaginée il y a 2 siècles à partir d’a priori conceptuels dénués de fondement scientifique.
La homeopatía es un método inventado hace dos siglos, desde el diseño conceptual a priori sin justificación científica

Il est compréhensible que la vente de ces préparations soit autorisée au moins dans la mesure où elles ne sont pas toxiques et ne constituent donc pas un danger pour le consommateur(…) Or quand on les examine en détail on voit qu’elles ne répondent en rien à la définition du médicament ni dans leur nature ni dans leur destination.
Es comprensible que la venta de estos preparados se permita por lo menos en la medida en que no son tóxicos y no suponen un peligro para el consumidor,(…) Pero cuando se examina en detalle vemos que no hacen nada para cumplir con la definición de medicamento ni en su naturaleza ni en su destino.

En ce qui concerne leur nature on sait qu’elles sont produites par une succession de dilutions allant jusqu’à l’échelle centésimale: à ce niveau nos moyens d’investigation ne permettent plus la mise en évidence d’une seule molécule de la substance originelle.
En cuanto a su naturaleza son conocidos por ser producidos por una sucesión de diluciones hasta la escala centesimal: en este nivel nuestros medios de investigación no permiten detectar la presencia de una sola molécula de la sustancia original.

la plupart des produits homéopathiques sont présentés abusivement comme efficaces dans des secteurs variés. Ici il faut souligner qu’ils se placent dans une illégalité totale. En effet, le Code de la santé spécifie qu’un médicament doit * présenter un « intérêt thérapeutique »; et la preuve de cet intérêt doit être fournie par une succession d’essais pharmacologiques et cliniques y compris des comparaisons en double aveugle.
la mayor parte de los productos homeopáticos se presentan abusivamente como eficaces en una variedad de sectores. Aquí hay que señalar que se sitúan en una total ilegalidad. En efecto, el Código de Salud especifica que un medicamento debe * poseer un «beneficio terapéutico», y la prueba de este interés debe ser proporcionada por una serie de estudios farmacológicos y clínicos incluyendo la comparación de doble ciego.

Or tous les médicaments en vente en France s’astreignent à observer cette lourde procédure mais seuls les producteurs de soi-disant médicaments homéopathiques s’en abstiennent résolument.
Mientras que todos los medicamentos vendidos en Francia están sujetos a este procedimiento riguroso, solamente los productores de los autollamados medicamentos homeopáticos se abstienen decididamente de hacerlo.

#### Venta de productos homeopáticos
Los productos homeopáticos se pueden vender en farmacias sin receta médica. Para su registro, los productos homeopáticos no deben cumplir los mismos requisitos que un medicamento normal, la autorización general se sustituye por un simple registro en la Agencia Francesa de Seguridad de Productos de Salud.

### Portugal
La Orden de los Médicos no reconoce la homeopatía como especialidad médica. Existen dos asociaciones, en Lisboa (SPH) y Oporto (SPMH), que solo aceptan médicos como miembros. Las farmacias en Portugal venden productos homeopáticos con autorización de Infarmed.

### Holanda
Si bien se estima que más de tres cuartas partes de los holandeses adquiere remedios homeopáticos, la comunidad médica local históricamente ha cuestionado la efectividad de las disoluciones. El Ministerio de Salud holandés prohibió que los laboratorios homeopáticos consignen en la etiqueta de los productos que estos curan ciertas dolencias a menos que su efectividad haya sido ya probada científicamente.

### Alemania
Actualmente, en Alemania, los tratamientos homeopáticos ya no son financiados por la Seguridad Social. La homeopatía se practica oficialmente por médicos y Heilpraktiker (naturópatas reconocidos, autorizados para practicar la medicina exceptuando cierto número de actos médicos), debidamente titulados, ya sea en centros privados, ya sea en las universidades[cita requerida]. En el caso de los médicos, la escuela de referencia es la D.Z.H.A. (Unión Alemana de Médicos Homeópatas), que promueve la investigación y estudios de tipo científico sobre homeopatía, estando encargada de realizar cursos y de representar a los homeópatas ante el estado alemán.
Algunas aseguradoras privadas pagan los costos de tratamientos homeopáticos para todos los médicos, en general también los costos de los productos homeopáticos. En 2009, un 8 % de los medicamentos vendidos en Alemania fueron homeopáticos. Según un estudio del Instituto Allensbach de demoscopía, en el mismo año uno de cada dos alemanes utilizó algún preparado homeopático.

### Suiza
El Gobierno Suizo encargó un estudio de la eficacia de las medicinas complementarias, que incluyó un amplio estudio observacional de 10000 pacientes; 3000 de ellos fueron tratados con homeopatía. Los efectos del tratamiento homeopático fueron evaluados positivamente respecto a su seguridad y economía comparados con los de los tratamientos convencionales. En cuanto a la eficacia curativa, el metaanálisis de la evaluación suiza produjo resultados positivos para la fitoterapia, inconcluyentes para la medicina tradicional china, y dentro de los límites del efecto placebo para la homeopatía.
Los resultados de esta evaluación condujeron al gobierno suizo a interrumpir el pago por la Seguridad Social de las variantes de terapia alternativa previamente financiadas, incluida la homeopatía, por no ajustarse a los criterios requeridos de eficacia y relación coste-beneficio. Después de una intensa campaña se votó en referéndum que el estado volviera a pagar por estos tratamientos. En 2012 el gobierno reinstauró los pagos por productos homeopáticos durante un periodo de prueba hasta 2017, fecha tras la cual la sanidad pública dejará nuevamente de financiarlos a menos que se presenten evidencias de su efectividad.

### Estados Unidos
En los Estados Unidos, los remedios homeopáticos están regulados por la Administración de Alimentos y Medicamentos (FDA por sus siglas en inglés). Sin embargo, la FDA trata los preparados homeopáticos de un modo significativamente diferente a como trata a los medicamentos convencionales. Los productos homeopáticos no necesitan ser aprobados por la FDA antes de salir al mercado, no se les exige probar su seguridad, ni se les pide etiquetar sus productos con fechas de caducidad, ni son sometidos a pruebas que verifiquen sus contenidos y potencial. Las etiquetas de los productos homeopáticos, al contrario que los medicamentos convencionales, no tienen que identificar sus principios activos dado que tienen muy poca cantidad, o ninguna en absoluto. Los medicamentos que tratan enfermedades graves solamente se pueden expender con prescripción facultativa, mientras que los productos homeopáticos que dicen tratar esas mismas enfermedades no tienen esta limitación, porque no son considerados medicinas. Aun así, el laboratorio francés Boiron debió cancelar 12 millones de dólares, en marzo de 2012 al enfrentar demandas por etiquetar sus productos homeopàticos como medicamentos.

### Argentina
En la República Argentina la homeopatía y su farmacopea relacionada no es considerada por la ciencia médica y en función de esto no es sometida a la vigilancia y control de la medicina. Pero para poder inscribirse en alguna escuela homeopática es necesario ser médico o farmacólogo. Esto implica haber pasado por una facultad de medicina o farmacia (pública o privada), haberse diplomado y poseer matrícula habilitante por los respectivos colegios profesionales.

### Chile
A pesar de la crítica desde sectores escépticos, el Minsal acepta la homeopatía como "Medicinas Complementarias/Alternativas (MCA)" definiendo estas como "un amplio dominio de recursos de sanación que incluye todos los sistemas, modalidades, prácticas de salud, teorías y creencias que los acompañan, diferentes a aquellas intrínsecas al sistema de salud políticamente dominante de una sociedad particular en un período histórico dado". En 2010 por decreto 19 publicado el 16 de marzo de dicho año, se otorgó reconocimiento a la Homeopatía como "Profesión Auxiliar de la Salud" declarándola "legalmente" como científica.

Artículo 2º. La Homeopatía es un método terapéutico de base científica que persigue el tratamiento de las personas, a través del uso de medicamentos diluidos y dinamizados [...].
MINSAL, Decreto 19, marzo de 2010 (Reconocimiento y regulación de la homeopatía)

### México

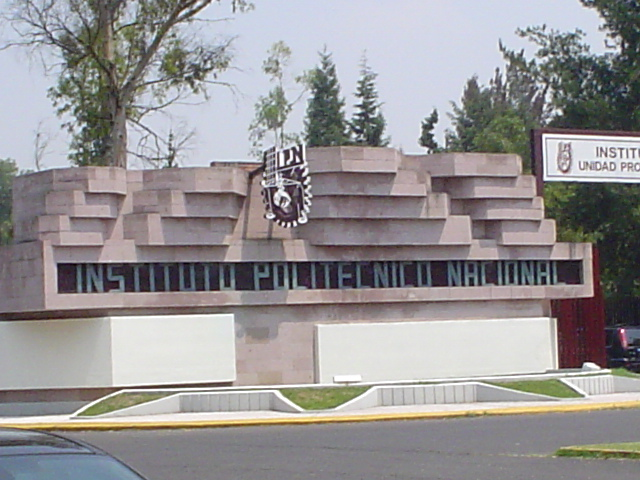
El Instituto Politécnico Nacional (IPN), ofrece con fondos públicos una «Licenciatura en Médico Cirujano y Homeópata».

En 1895 se reconoció oficialmente en México la enseñanza y práctica de la homeopatía, a través de un decreto promulgado por el presidente Porfirio Díaz, ante la insistencia de médicos homeópatas encabezados por Joaquín Segura y Pesado, Ignacio María Montaño, Fernando Gómez Suárez e Ignacio Fernández de Lara, creándose la Escuela Nacional de Medicina Homeopática (ENMH) y el Hospital Nacional Homeopático (HNM).
En la actualidad, para ser médico homeópata se debe estudiar una carrera de siete años en alguna de las dos instituciones que ofrecen la licenciatura: la Escuela Libre de Homeopatía de México, I. A. P. (ELH), cuyos egresados reciben la denominación de Médico Homeópata Cirujano y Partero, o la Escuela Nacional de Medicina y Homeopatía del Instituto Politécnico Nacional, que da el título de Médico Cirujano y Homeópata. Otra posibilidad y solo si se cuenta con un título médico, es hacer estudios de postgrado. La especialidad puede cursarse en la ENMH, en Homeopatía de México A. C. (en el Distrito Federal) o en varias escuelas del interior de la República Mexicana, como las de Culiacán, Puebla, Monterrey, Nayarit u Oaxaca.

#### Elaboración y venta de productos homeopáticos
Para obtener el registro de un producto homeopático se requiere demostrar la identidad y pureza de sus componentes y la estabilidad del producto pero no su eficacia terapéutica y seguridad, al contrario que para los medicamentos.
Los laboratorios que fabrican productos homeopáticos en México deben contar con registro, pruebas de estabilidad que avalen la vigencia de su caducidad, y con lo establecido en La Farmacopea Homeopática de los Estados Unidos Mexicanos.

Las pruebas de estabilidad de los preparados homeopáticos se valorarán por parámetros de aspecto físico y pruebas microbiológicas, cuando se trate de productos cuya forma farmacéutica sean pomadas o ungüentos, soluciones óticas, oftálmicas y otros que sean autorizados por la Secretaría. Se presentarán en papel membretado del fabricante y firmado por el responsable sanitario del Establecimiento (Reglamento de Insumos para la Salud. Art. 63)

En México los productos homeopáticos no pueden incluir substancias que tengan actividad hormonal o antihormonal, substancias estupefacientes o psicotrópicas.

En la formulación de un medicamento homeopático no podrá incluirse procaína, efedrina, yohimbina, chaparral, germanio, hormonas animales o humanas u otras substancias que tengan actividad hormonal o antihormonal. El uso de substancias estupefacientes o psicotrópicas en estos medicamentos sólo se permitirá cuando se presenten diluidas y dinamizadas (Reglamento de Insumos para la Salud. Art. 64)

La venta de productos homeopáticos no está limitada a farmacias.

Los medicamentos homeopáticos podrán expenderse en establecimientos que no sean farmacias. (Reglamento de Insumos para la Salud.Art 65)

Los productos homeopáticos no están regulados por las mismas normas de etiquetado que los medicamentos. La Comisión Federal para la Protección contra Riesgos Sanitarios (Cofepris) vigila la seguridad de los productos elaborados en los laboratorios especializados.

### Australia
En un borrador hecho público en 2012 la NHMRC (National Health and Medical Research Council) afirma:

NHMRC's position is that it is unethical for health practitioners to treat patients using homeopathy, for the reason that homeopathy (as a medicine or procedure) has been shown not to be efficacious.
La posición de la NHMRC es que no es ético el tratamiento de pacientes con homeopatía por parte de profesionales de la salud, pues se ha demostrado que ésta no es eficaz.
DRAFT NHMRC Public Statement on Homeopathy

En 2014 la NHMRC declaró: "…there is no reliable evidence that homeopathy is effective for treating health conditions." (no hay evidencia confiable de que la homeopatía es eficaz para el tratamiento de condiciones de salud), en base al estudio "NHMRC DRAFT INFORMATION PAPER: EVIDENCE ON THE EFFECTIVENESS OF HOMEOPATHY FOR TREATING HEALTH CONDITIONS", publicado en abril de 2014. El máximo organismo de salud australiano termina indicando en la conclusión del estudio:

In line with NHMRC’s function to "advising the community" under section 7(1)(a) of the National Health and Medical Research Council Act 1992 (the Act) and based on the assessment of the evidence of effectiveness of homeopathy NHMRC believes:

- People who choose homeopathy instead of proven conventional treatment may put their health at risk if safe and evidence based treatments are rejected or delayed in favour of homeopathic treatment.
- Homeopathy should not be used to treat health conditions that are serious, or could become serious.
- People who are considering whether to use homeopathy should first get advice from a health professional (e.g. GP, specialist, nurse practitioner or pharmacist). Those who use homeopathy should tell their health professionals, and should keep taking any conventional medicines that they have been prescribed.

En línea con la función del NHMRC de «asesorar a la comunidad» en la sección 7(1)(a) de la Ley Nacional de Salud y Consejo de Investigación Médica de 1992 y sobre la base de la evaluación de la evidencia de la eficacia de la homeopatía, la NHMRC estima:

- Las personas que eligen la homeopatía en lugar del tratamiento convencional probada pueden poner en riesgo su salud si los tratamientos basados en la evidencia de seguridad y se rechazan o retrasan a favor del tratamiento homeopático .
- La homeopatía no debería ser usado para el tratamiento de condiciones de salud que son graves , o podría llegar a ser grave.
- Las personas que están considerando la posibilidad de utilizar la homeopatía deben primero obtener el asesoramiento de un profesional de la salud (por ejemplo, médico de cabecera, especialista , enfermero o farmacéutico )  . Aquellos que usan la homeopatía debería decirle a sus profesionales de la salud , y debe seguir tomando los medicamentos convencionales que han sido prescritos.

NHMRC’s interpretation of the assessment of the evidence on the effectiveness of homeopathy 